# Татаринівська сільська рада
Татаринівська сільська рада  — колишній орган місцевого самоврядування у Городоцькому районі Львівської області з центром у с. Татаринів.

## Загальні відомості
Історична дата утворення: в 1993 році. Водоймища на території, підпорядкованій даній раді: річка Дністер.

## Населені пункти
Сільраді були підпорядковані населені пункти:
- с. Татаринів
- с. Паланики

## Склад ради
- Сільський голова: Купчак Іван Петрович
- Секретар сільської ради:
- Загальний склад ради: 14 депутатів

### Керівний склад ради
| ПІБ                  | Основні відомості                                                                          | Дата обрання | Дата звільнення |
| -------------------- | ------------------------------------------------------------------------------------------ | ------------ | --------------- |
| Купчак Іван Петрович | Сільський голова, 1955 року народження, освіта                                             | 26.03.2006   | 31.10.2010      |
| Купчак Іван Петрович | Сільський голова, 1955 року народження, освіта вища, член політичної партії 'Наша Україна' | 31.10.2010   |                 |

Примітка: таблиця складена за даними джерела

### Депутати
Результати місцевих виборів 2010 року за даними ЦВК
| № зп                                                | № округу                                            | Прізвище, ім'я, по батькові                         | Дата визнання обраним                               | Відомості про обраного депутата                     |
| Політична партія Всеукраїнське об'єднання «Свобода» | Політична партія Всеукраїнське об'єднання «Свобода» | Політична партія Всеукраїнське об'єднання «Свобода» | Політична партія Всеукраїнське об'єднання «Свобода» | Політична партія Всеукраїнське об'єднання «Свобода» |
| Самовисування                                       | Самовисування                                       | Самовисування                                       | Самовисування                                       | Самовисування                                       |
| --------------------------------------------------- | --------------------------------------------------- | --------------------------------------------------- | --------------------------------------------------- | --------------------------------------------------- |